# James David Bourchier
James David Bourchier o anche Boucher o Baucher (Limerick, 18 dicembre 1850 – Sofia, 30 dicembre 1920) è stato un giornalista e attivista irlandese.
Lavorò per The Times come corrispondente nella Penisola balcanica. Fece da intermediario tra gli stati della zona al termine delle Guerre balcaniche del 1912-1913.

## Biografia
Inserito profondamente negli avvenimenti dell'epoca dei Balcani, Bourchier faceva parte di coloro che ritenevano giusto che l'isola di Creta fosse annessa alla Grecia.
Nel 1896, partecipò come giornalista ai Giochi della I Olimpiade di Atene, per il quotidiano londinese The Times.
Nei suoi scritti, criticò alcune clausole del trattato di Bucarest del 1913, considerandolo ingiusto per la Bulgaria, che, alla fine delle trattative, perse la parte meridionale della Dobrugia (che venne annessa alla Romania), e parte della Macedonia.
Bourchier supportò la Bulgaria anche durante la Conferenza di pace di Parigi del 1919-1920. Questa produsse cinque trattati, incluso il Trattato di Neuilly (l'accordo di pace tra gli Alleati e la Bulgaria). Secondo i termini del trattato, la Bulgaria dovette cedere una parte della Tracia occidentale alla Grecia e numerosi territori di frontiera della Jugoslavia. Per la Dobrugia Meridionale venne confermata la proprietà rumena; l'esercito bulgaro venne poi limitato a 20.000 uomini.
Nelle sue numerose pubblicazioni sulla stampa britannica e nella sua corrispondenza privata, Bourchier espresse ripetutamente la sua simpatia nei confronti della Bulgaria e della sua gente. Dopo la sua morte nel dicembre 1920, James Bourchier fu sepolto presso il monastero di Rila nei Monti Rila (Bulgaria sud-occidentale).

## Onorificenze
Al suo nome è stato intitolato il Bourchier Peak, nel massiccio del Rila, e la Bourchier Cove nell'Isola Smith, nelle Isole Shetland Meridionali, in Antartide.